# عباس أباد (تشناران)
عباس أباد (بالفارسية: عباس‌آباد) هي مستوطنة تقع في قسم تشناران الريفي (مقاطعة تشناران) في إيران. يقدر عدد سكانها بـ 26 نسمة.